# Nynäshamns Ångbryggeri
Nynäshamns Ångbryggeri is een Zweedse microbrouwerij te Nynäshamn.

## Geschiedenis
De brouwerij bevindt zich aan de rotsige kust, niet ver van Stockholm. Drie biervrienden, Tony Magnusson, Christer Johansson, Lasse Ericsson waren al sinds 1998 als hobbybrouwer bezig. In 1997 besloten ze een microbrouwerij op te starten. De brouwerij behaalde een vijftigtal medailles op het Stockholm Beer & Whisky Festival en gouden medailles op internationale wedstrijden. De brouwerij organiseert sinds 2003 een jaarlijks bierfestival.

## Bieren

### Vast assortiment
- Bedarö Bitter
- Indianviken Pale Ale
- Sotholmen Stout
- Pickla Pils
- Brännskär Brown Ale
- Landsort Lager

### Seizoensbieren
- Stenstrand SommarAle
- Ålö Ale
- Mysingen Midvinterbrygd
- Pumpviken Påsköl

### Speciaalbieren
- Valsviken Vinterporter
- Dragets Kanal Dubbel IPA
- Yttre Gaarden
- Sotholmen Extra Stout
- Smörpundet Porter (World Beer Awards 2011, Europe’s Best Export Style Stout)
- Bötet Barley Wine (World Beer Awards 2011, World’s Best Dark Ale – Barley Wine)